# Henri Roidot
Henri Roidot, né à Anderlecht le 30 janvier 1877 et mort à Uccle, le 6 mars 1960, est un peintre et un aquarelliste belge.

## Biographie

### Famille
Henri (Henri Jean) Roidot, né avenue de l'École no 29 à Anderlecht le 30 janvier 1877, est le fils de Claude Nicolas Roidot (1829-1887), libraire, et de Marie Hortense Perrault (1839). Henri Roidot épouse à Beersel le 12 août 1904 Florentine Neerdaels (1882), institutrice.

### Formation
Henri Roidot est étudiant à l'École de dessin de Saint-Gilles. Plus tard, il bénéficie des conseils d'Émile Claus qui remarque le talent de l'artiste.

### Carrière
Henri Roidot expose pour la première fois au cercle bruxellois L'Aube en 1898. L'année suivante, il expose au Salon de Gand. Il est ensuite présent à plusieurs salons triennaux belges. De 1901 à 1904, il expose aux salons du Vrije Kunst. Membre de Vie et Lumière, il y expose de 1908 à 1911. Au Salon de Bruxelles de 1914, il envoie Automne et Neige à Beersel.
Avant 1914, Henri Roidot s'établit dans sa maison-atelier rue du Bourdon no 124 à Uccle. De 1920 à 1956, le peintre expose régulièrement ses œuvres dans des salonnets bruxellois et au cercle Pour l'art.
Le 6 mars 1960, Henri Roidot meurt, à l'âge de 83 ans, avenue Molière à Uccle dans l'hôpital où il avait été admis cinq jours auparavant en raison de graves brûlures reçues tandis qu'il jardinait chez lui. Ses vêtements avaient pris feu et il avait été secouru par les pompiers appelés par son épouse.

## Œuvre

### Caractéristiques
Son champ pictural couvre essentiellement les paysages, parfois étoffés de représentations animalières, les vues de villages et les natures mortes florales. Ses paysages, d'une belle exécution, sont décrits comme vigoureux, ensoleillés et pleinairistes. L'artiste manifeste une compréhension profonde et une observation tenace et réfléchie de la nature. Vers 1912, ses toiles sont brièvement influencées par le fauvisme.

### Réception critique
En janvier 1912, lorsqu'Henri Roidot expose au Cercle artistique de Bruxelles, le critique du quotidien Le Soir,  écrit : 

« M. Henri Roidot est un peintre à la vision claire. Il traite la couleur en bonne pâte lumineuse  ; il compose avec habileté des paysages brabançons où vibre la joie du soleil qui répand partout la bigarrure de ses tonalités multiples. On remarque ainsi Le Moulin à vent et d'intéressantes impressions recueillies à Beersel, à Leeuw-Saint-Pierre et à Drogenbos »

En avril 1927, lorsqu'il expose à la Galerie Kodak de Bruxelles, le critique du quotidien Le Soir,  écrit : 

« On avait pu regretter parfois que cet artiste ne modifiât pas assez sa sa manière et que, attaché à peindre de vertes prairies sur lesquelles des toits rouges se détachaient dans une atmosphère bleue, teintée du rose des nuages, il ne variât guère ses sujets. Aujourd'hui, nous pouvons apprécier des toiles d'une toute autre nature. Il a répandu ses enchantements, mais des paysages tels que l'Église sous la neige, le Soir dans les bois, le Chemin des sapinières, se signalent par l'éclat mesuré du coloris, par le juste équilibre des tons et une sorte de lyrisme exprimé par les gammes puissantes qui chantent l'hymne éternel des saisons, le rythme des matins et des soirs enflammés. Certaines de ses œuvres dénotent un sens décoratif très développé, caractérisé par l'abondance et la richesse des tonalités »

En novembre 1950, lorsqu'il expose aux Galeries de l'Art, avenue Louise à Bruxelles, Richard Dupierreux, critique d'art,  écrit : 

« On pourrait dire qu'il est l'un des maîtres de l'école d'Uccle, si l'on veut bien donner le nom d'école à un groupe d'artistes très différents […]. Ne cherchons pas chez lui d'influences d'écoles ou de maîtres. Sans doute né de l'impressionnisme et formé dans l'atmosphère qui nous a donné Émile Claus, au temps de ses meilleures œuvres, peut-il pour les historiens de l'art être facilement classé. Cependant, il est lui-même, d'un bout à l'autre, qu'il peigne les moutons sous les grands arbres, les choux ou les vaches à l'abreuvoir, la Maison de la vieille Lise ou le Verger de Linkebeek. Il est lui-même avec simplicité et optimisme »

### Salons triennaux
- Salon de Gand (XXXVIIe) de 1899 : Matinée d'automne et En mars[8].
- Salon de Bruxelles de 1900 : La Mare, La Maison au soleil et Cour de ferme[9].
- Salon de Bruxelles de 1903 : Verger[10].
- Salon de Bruxelles de 1907 : Le Vieux château et La Route[11].
- Salon de Bruxelles de 1914 : Automne et Neige à Beersel[3].

### Collections muséales
- Musées royaux des Beaux-Arts de Belgique :
  - La Barrière, huile sur toile, inventaire no 4293, format 120 × 151 cm, acquis en 1921[12].
- Commune d'Uccle : 
  - L'Ancien moulin Calevoet (1956), dessin[13].

## Hommage
- L'allée Henri Roidot, dans le parc de Wolvendael à Uccle, commémore le souvenir du peintre.